# 张野 (足球运动员)
张野（1987年4月26日—），男，辽宁沈阳人，中国足球运动员，司职后卫，現効力辽宁宏运和曾入选中国国家青年足球队。

## 生平
张野是深圳队平安时期最后一批梯队重点培育的年青球员，2006年年仅19岁便被提升至深圳金威一队並是队中的重要一员，2006年赛季他在中超联赛打进了4个入球，成为队中的神射手，其中超的首個进球，是在2006年深圳队对阵其家乡球队沈阳金德時取得的，张野是中超2007年赛季的第一张红牌得主，巧合的是他在2007年赛季所打进的4个进球有3个均是在深圳上清饮对阵浙江绿城時捞到的，堪称是「绿城克星」。2008年仅21岁的张野已成为深圳队的中场核心，他在客场对辽宁队的比赛最后时刻送出长传助攻，助深圳队反败为胜，同时将家乡球队辽宁打入降级深渊。
2009年张野与队友范晓冬和韩锋一起从深圳队转会到杭州绿城，但在球队易帅之后，张野也没有得到吴金贵的重用，2010年4月，张野更被下放到绿城预备队。7月，在中超二次转会窗口关闭之前张野从杭州绿城转会加盟家乡球队辽宁宏运。

## 聯賽上陣紀錄
最後更新：2018年9月30日
| 球季 | 俱乐部     | 國家 | 上陣 | 入球 |
| ---- | ---------- | ---- | ---- | ---- |
| 2006 | 深圳金威   | 中國 | 18   | 4    |
| 2007 | 深圳上清饮 | 中國 | 26   | 4    |
| 2008 | 深圳上清饮 | 中國 | 29   | 1    |
| 2009 | 杭州绿城   | 中國 | 17   | 1    |
| 2010 | 杭州绿城   | 中國 | 3    | 0    |
| 2010 | 辽宁宏运   | 中國 | 11   | 0    |
| 2011 | 辽宁宏运   | 中國 | 15   | 1    |
| 2012 | 辽宁宏运   | 中國 | 20   | 1    |
| 2013 | 辽宁宏运   | 中國 | 21   | 0    |
| 2014 | 辽宁宏运   | 中國 | 28   | 2    |
| 2015 | 辽宁宏运   | 中國 | 23   | 3    |
| 2016 | 辽宁宏运   | 中國 | 19   | 2    |
| 2017 | 辽宁宏运   | 中國 | 25   | 1    |
| 2018 | 辽宁宏运   | 中國 | 25   | 2    |

## 外部連結
- 新浪網中超數據庫 （页面存档备份，存于）